# 紅旗・H7
H7は、中華人民共和国の自動車ブランド、紅旗の高級乗用車である。

## 概要
H7は、2012年4月の北京モーターショーで初めて一般公開され、2013年5月末に正式に発売された。最初の500台の製造車両は、中国政府に発売される前に販売されていた。

### フェイスリフト（2016年）
2016年北京モーターショーで、紅旗はH7のフェイスリフトモデルを発表。さらに同時に、プラグインハイブリッドモデルが発表された。

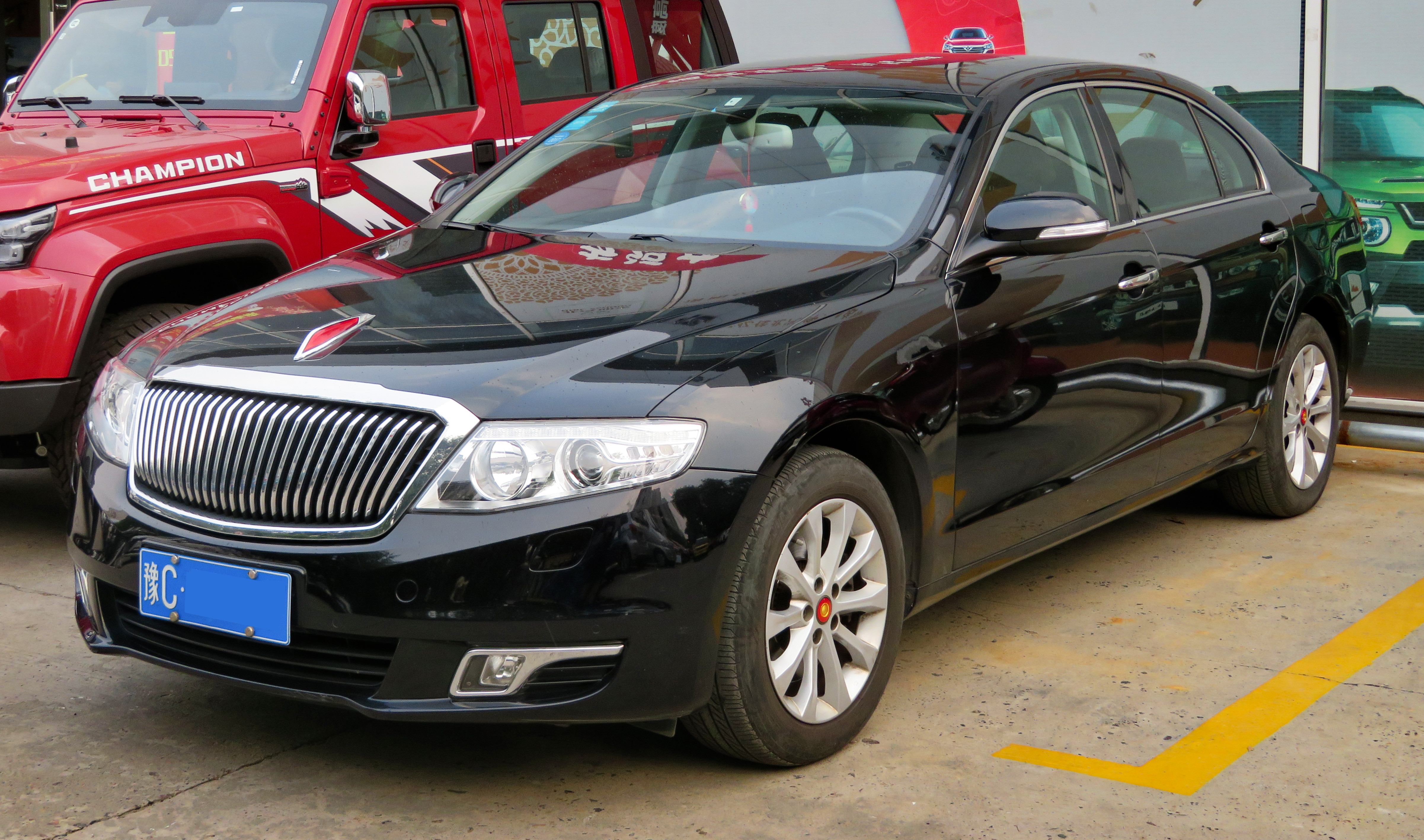
フロント（フェイスリフト前）
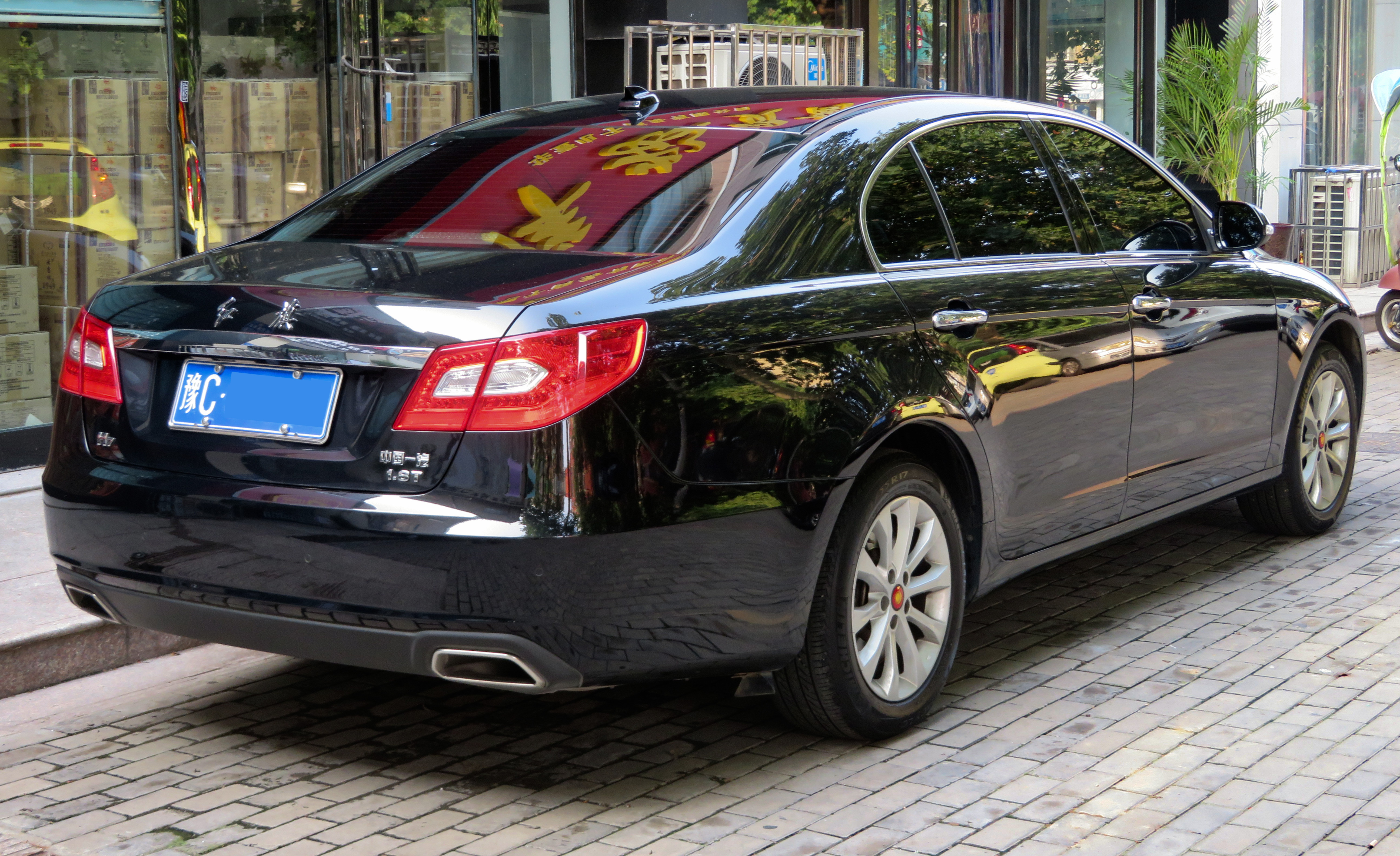
リア（フェイスリフト前）

### 2020年
2020年に後継モデルのH9が発表・発売されたが、現在も併売が続いている。